# Utilita Arena Birmingham
Utilita Arena Birmingham (previamente conhecida como National Indoor Arena, Barclaycard Arena e Arena Birmingham) é uma arena multi-uso situada em Birmingham, no condado de West Midlands, Inglaterra. Na época de sua inauguração, em 1991, era a maior de todo o Reino Unido e, atualmente, comporta 15,800 assentos.